# Micheal Williams
Micheal Douglas Williams (ur. 23 lipca 1966 r. w Dallas) – amerykański koszykarz, obrońca, mistrz NBA, zaliczony do drugiego składu najlepszych obrońców NBA.
W 1993 roku ustanowił rekord NBA, trafiając 97 rzutów osobistych z rzędu. Jego rekordowa passa trwała od 24 marca do 9 listopada. Poprzedni rekord (78 celnych z rzędu) należał do Calvina Murphy'ego i został ustanowiony w 1981 roku.

## Osiągnięcia
NCAA
- Uczestnik turnieju NCAA (1988)
- MVP turnieju konferencji Southwest (SWC – 1988)

NBA
- Mistrz NBA (1989)[1]
- Wybrany do II składu defensywnego NBA (1992)[2]